# Corporate Real Estate
Corporate Real Estate is het onroerend goed in bezit of in gebruik bij een onderneming of organisatie voor haar eigen operationele doeleinden. Een corporate vastgoedportefeuille omvat doorgaans een hoofdkantoor en een aantal vestigingen, en misschien ook diverse productie- en winkellocaties.

## Concept
Corporate Real Estate kan ook een beschrijving van de functionele praktijk, de afdeling, of het beroep zijn dat zich bezighoudt met de planning, verwerving, beheer en administratie van onroerend goed in opdracht van een bedrijf. In het algemeen benaderen Corporate Real Estate managers de vastgoedmarkt vanuit het vraagperspectief, vergelijkbaar met zakelijke inkoop of aanbesteding. Als zodanig worden kosten beheerst, en dient ingespeeld te worden op de economische omstandigheden.
Een Corporate Real Estate afdeling beoefent Corporate Real Estate Management (CREM). Dewulff, Krumm en De Jonge definiëren CREM als volgt:
Het managen van de vastgoedportefeuille van een onderneming door de portefeuille en de diensten af te stemmen op de eisen van de core business (primaire processen), opdat een maximale toegevoegde waarde bereikt kan worden voor de business en optimaal wordt bijgedragen aan de overall performance van de onderneming.
Hoewel nauw verwant aan facility management en property management, is Corporate Real Estate als een concept meer omvattend binnen de bedrijfseconomische context en in mindere mate een focus binnen de vastgoedsector. Corporate Real Estate professionals (of afdelingen) besteden doorgaans meer tijd en aandacht aan multi-site planning op lange termijn (vaak genoemd "portfolio planning" of "strategische planning").
Corporate Real Estate is vrijwel uitsluitend gericht op commercieel onroerend goed (voornamelijk kantoorruimte en afhankelijk van het bedrijf nog industrieel en winkelvastgoed); woningen zijn zeldzaam in een corporate portfolio.
Corporate Real Estate is het onroerend goed in bezit of in gebruik bij een onderneming of organisatie ten behoeve van haar eigen operationele doeleinden. Een corporate vastgoedportefeuille omvat doorgaans een hoofdkantoor en een aantal vestigingen, en misschien ook diverse productie- en retaillocaties.